# エーペックスレジェンズ
『エーペックスレジェンズ』（英: Apex Legends） は、Respawn Entertainmentが開発し、エレクトロニック・アーツ（EA）より2019年2月4日に配信されたファーストパーソン・シューティングゲーム。基本プレイ無料のバトルロイヤルゲーム。タイタンフォールシリーズのスピンオフ作品でもある。
対応プラットフォームは、Microsoft Windows（Origin / Steam）、PlayStation 5、PlayStation 4、Xbox Series X/S、Xbox One、Nintendo Switch 2 、Nintendo Switch。それぞれ条件や仕様が異なるが、クロスプレイにも対応している。
また、『エーペックスレジェンズモバイル』（Apex Legends Mobile、以下モバイル版）がiOS及びAndroid向けに2022年5月18日にリリースされていたが、2023年5月2日午前9時（日本時間）をもってサービスが終了した。

## 概要
タイタンフォールシリーズと同じ世界観で『タイタンフォール2』から30年後とされる、戦火を逃れた辺境の惑星群「アウトランズ」における人気の競技「Apexゲーム」を描いている。タイタンフォールシリーズの象徴となる巨大ロボットのタイタンは登場せず、本作は新しい知的財産 (IP) として扱われている。また、キャンペーンモードは無く、ストーリーは公式サイト、予告編やウェブアニメで展開される。
本作は基本プレイ無料のコンピュータゲームであり、マイクロトランザクションやルートボックスによって収益化されている。これにより、プレイヤーはリアルマネーとゲーム内通貨の両方をキャラクターや武器のスキン（装飾品）などに使用することができる。
PlayStation 4とXbox Oneのパッケージ版『エーペックスレジェンズ ブラッドハウンドエディション』（Apex Legends Bloodhound Edition）と『エーペックスレジェンズ ライフラインエディション』（Apex Legends Lifeline Edition）が2019年10月18日に発売された。

## ゲーム内容

### バトルロイヤル
本作はヒーローシューターのように、プレイヤーが「レジェンド」と呼ばれる異なる能力を持ったキャラクターを選択し、2人〜3人がチームとなって対戦するオンラインマルチプレイヤーバトルロイヤルゲーム。基本プレイ形態は1チーム3人の「トリオ」からなり、合計60人でのオンライン対戦が可能。徐々に狭くなるフィールドを探索して武器や補給品といったアイテムを回収しつつ、敵チームを倒し、最後まで残った1チームになると勝利する。2020年4月7日から1チーム2人の「デュオ」が常設された。また2021年3月9日からチームメンバーを補充せずに参加が可能となった。
通常、各マッチには3人のチームからなる最大20チームで60人 (デュオでは最大30チーム) 参加する。チームメンバーは、ランダムにマッチしたプレイヤーだけでなく、任意のメンバーで組むこともできる。マッチング完了後にキャラクターの選択画面に移り、各プレイヤーは順番に能力を持ったプレイヤーキャラクターを1人選択する。このときチーム内で同じキャラクターを選択することはできない。現時点では26人のレジェンドが登場し、中にはLGBTQやノンバイナリーのキャラクターも存在する。
キャラクターの選択後、ゲームマップ上を通過する航空機（ドロップシップ）に全チームが配置され、各チームに1人のみ設定されるジャンプマスターが決めるタイミングで降下を始め、(単独出撃も可能)任意の場所へ着陸する。着陸後は、他のチームに注意しながら、マップ上にランダムに散在する武器や防具、武器に装着するアタッチメントや軍備品などを探索する。
マッチ中にノックダウンされたプレイヤーは、同じチームのメンバーによって何度でも復活させることができる。ノックダウン後にさらにダメージを負うか、一定時間経つとキル扱いとなるが、倒されたメンバーの「リスポーンバナー」を回収することで、リスポーンビーコンで復活させることができる。
マッチ時間の経過とともに円状のセーフゾーン（リング）は徐々に狭まり、セーフゾーンの外側にいるプレイヤーはダメージを受け続ける。時間の進行に伴って参加するすべてのチームの接敵を促しており、最後まで生き残ったチームが勝者となる。
本作には、非言語コミュニケーション機能として「Pingシステム」が実装されている。このシステムにより、プレイヤーはボイスチャットを含めたチャット無しに、ゲームコントローラによって武器や敵の位置、特定の方向を示すといった戦略をチーム内で共有できる。また、移動方法については、他のシューティングと同様の方法が実装されており、低い壁を乗り越えたり、斜面を滑り降りたり、ジップラインを使用して地点間を移動したりするなど、これまでのタイタンフォールシリーズ作品の機能の一部が含まれている。

### ミックステープ
シーズン16からアリーナに代わり実装された、今まで期間限定で登場したゲームモードをローテーションでプレイできる。キルされてもリスポーンまでの待ち時間がほとんどないゲームモードで、武器やレジェンドを試したり練習したりすることもできる。
コントロール
シーズン12「デファイアンス」で初実装された。9人構成の2部隊が対戦し、ゾーンを制圧するとチームのスコアに加算され、先に最大スコアに達したチームの勝ちになる。また全てのゾーンをコントロールする「ロックアウト」の状態を一定時間キープしても勝利となる。
ガンゲーム
モバイル版で初登場。6人構成の2部隊が同じ武器で始まり、相手をキルすると武器が次々変化する。先にダメージと移動速度が上昇した「格闘フレンジー」状態で3キル取ったチームの勝ちとなる。
PC・CS版ではシーズン14の「ビーストオブプレイコレクションイベント」で初実装された。3人構成の4部隊で対戦し、最後にオリジナル武器の投げナイフでキルする事で勝利となる。
チームデスマッチ
モバイル版ではリリース時からあったゲームモードで、6人構成の2部隊が対戦し相手をキルしてポイント獲得し目標のポイントに達したチームの勝利となる。武器はゲーム開始時やリスポーン前に自由に選択できる。キルされてもリスポーンでき、スタート地点にリスポーンする拠点リスポーンと、味方の近くにリスポーンするランダムリスポーンの2種類のゲームモードがある。
PC・CS版ではシーズン16に初実装された。モバイル版との違いは5種類のロードアウト（武器構成）から選択し、30ポイントに達したチームが1ラウンド先取、先に2ラウンド取ったチームの勝利というシステムだった。しかし「1マッチが長い」「途中抜けが多い」などの意見があったことから、50ポイント・1ラウンドマッチに変更され、途中抜けペナルティが追加された。
ロックダウン
シーズン20の「シャドウ・ソサエティ イベント」で新期間限定モードとして初実装、シーズン21からミックステープ・ローテーションに加わった。3人構成の4部隊で対戦し、マップの至る所に定期的に出現するゾーンを目指し、そのゾーンを失うことなく保持し制圧したり、他のプレイヤーをキルすることでポイントを獲得。先に500ポイントを獲得した部隊が勝利となる。

### 射撃訓練場
専用マップで時間制限なく練習できる「射撃訓練場」があり、チームメンバーで利用できる。
シーズン16でカスタマイズできるオプションが追加された。また、ダミーが横移動できるようになった他に移動速度、しゃがむかどうか、シールドのレベルなどが制御できるようになった。
シーズン17にて射撃訓練場はレイアウトが全面的に見直された。

## 登場キャラクター
各レジェンドにはそれぞれクラスがあり、シーズン16から「アサルト」「スカーミッシャー」「リコン」「コントローラー」「サポート」の5種類に分類された。
シーズン20から「レジェンドアップグレード」が導入され、進化ポイントを獲得してアビリティアップグレードをアンロックできるようになった。

## マップ
今作では『タイタンフォール』シリーズの舞台であったフロンティアからさらに離れた星系群「アウトランズ」が舞台となっている。
| マップ名                                      | 場所         | 実装日     | 説明 |
| --------------------------------------------- | ------------ | ---------- | --- |
| キングスキャニオン（Kings Canyon）            | 惑星ソラス   | 配信開始時 | Apexゲーム発祥の地。シーズン2で野生生物を追い払うリパルサータワーをクリプトが破壊したことよって野生動物の「リヴァイアサン」と「フライヤー」がマップに侵入し、「収容所」「ザ・ケージ」、「アイアンクラウン コレクションイベント」で「ガントレット」、イベント「ヴォイドウォーカー」でレイスをテーマにした「研究所」が追加された。シーズン3の「ファイト・オア・フライト コレクションイベント」では、「闇夜のキングスキャニオン」が登場した。シーズン5では人気の降下地点の「スカルタウン」、「サンダードーム」を含む南西部一帯が崩落し、マップ規模が縮小された。「バンカー」へ通じるハッチが出現し、「サルベージ」「ザ・リグ」「キャパシター」、「失われた財宝 コレクションイベント」でクリプトをテーマにした「マップルーム」が追加された。2021年1月21日には「ミラージュボヤージュ」が追加された。シーズン8ではマッドマギーが北部の岩山を爆破したことでマップ規模が拡大し、「クラッシュサイト」「スポッテッドレイク」、スイッチで足場が上昇する「監視塔」が追加。また、規模は小さいものの通過するにも戦闘に突入するにもプレイヤーの不満が聞かれた地点である「ファーム」が消滅した。同シーズンの「カオスセオリー コレクションイベント」でコースティックをテーマにした「コースティックの処理施設」が追加された。シーズン14にて大幅な改変を発表。「スカルタウン」「サンダードーム」が沈没したエリアはサルベージ作戦が完了し「レリック」として再建。その他「ケージ」「山腹」「リレー」が変更された。 |
| ワールズエッジ（World's Edge）                | 惑星タロス   | シーズン3  | 近代化を嫌う人々のコミュニティが形成されている。しかし、数十年前にIMCが資源の採掘用に設置した減熱塔が爆発し、周辺が瞬間冷凍され見捨てられた。シーズン5まで自動運転の列車が運行しており、シーズン11でストームポイントが追加されるまで最も面積が大きなマップだった。マップ内には壊れた車両が散らばっている。マップの彼方此方にある大きな亀裂には溶岩が溜まっており、上昇気流でプレイヤーを浮かせることが出来る。マップの景観面では、キングスキャニオンよりも近代的で大きな建物が存在する。破壊するとレア度の高いアイテムを落とす「カーゴボット」が点在・飛行している。赤く発光している「カーゴボット」からは、レアリティの高いアイテムが揃った「保管庫」と呼ばれる部屋の鍵を入手できる。同シーズンの「ホロデーバッシュ コレクションイベント」でミラージュをテーマにした「ミラージュボヤージュ」が追加。シーズン4は割れた地面から溶岩が現れ、「キャピトルシティ」が「フラグメントウェスト」「フラグメントイースト」に分割、「ハーベスター」「調査キャンプ」、イベント「古の理」でブラッドハウンドをテーマにした「試練」が追加された。シーズン6では列車が廃止され、線路上に遮蔽物と新たな経路が増え、「発射場」「中継地点」「カウントダウン」が追加。シーズン10は面白く新鮮にすることを目的に変化が行われ、「クリマタイザー」「ラバサイフォン」「ランドスライド」、「エボリューション コレクションイベント」でランパートをテーマにした「ビッグ・モード」が追加。シーズン17で「フラグメントイースト・ウェスト」「ラバシティー」「ハーベスター」「スカイフック」がアップデート。「フラグメントウェスト」はApex Games Museumの入る新探索ポイント「モニュメント」に、「ラバシティー」は「スタックス」に変更された。 |
| オリンパス（Olympus）                         | 惑星プサマテ | シーズン7  | かつて優れた科学者などが住んでいた空中都市。シニアレベルデザイナーのDave Oseiは、「豊富な装飾がお好きな方々には気に入っていただける美しい風景」と表現した。ドームに覆われた「リフト」はブランシウムの研究基地の跡地。キングスキャニオンやワールズエッジのような高い崖が無く、空中に浮かぶマップという設定のため、プレイヤーが落下死する危険性がある箇所が複数存在する。「トライデント」という3人乗りの乗り物が初登場し、ゲーム内マップでその位置を確認することができる。この乗り物はブーストを使った加速が可能で、高い機動力でスムーズにマップを移動することができる。「フェーズランナー」という工業規模のフェーズポータルが3つのエリアを結んでおり、マップの反対側まで移動できる。ランダムでマーヴィンと呼ばれるロボットが存在し、スロットでアイテムを落とす。このマーヴィンを倒すとまれに「マーヴィンの腕」を落とし、腕がない別のマーヴィンにこれを取り付ければフルキット(レベル4)の装備を入手できる。同シーズンの「ファイトナイト コレクションイベント」でパスファインダーをテーマにした「ファイトナイト」が追加。シーズン9ではならず者の船「イカロス」が着港し、巨大な寄生植物が広がった。シーズン13の「覚醒コレクションイベント」からライフラインをテーマにした「ライフラインのクリニック」が追加された。 |
| ストームポイント（Storm Point）               | 惑星ガイア   | シーズン11 | 人が住んでいる訳ではなく無人島。マップ面積は過去最大のワールズエッジより約15%広い。「グラビティキャノン」と呼ばれる長距離を横移動できるギミックが追加される。また、オリンパスから登場した「トライデント」という3人乗りの乗り物が再び実装された。キングスキャニオンにいた「フライヤー」、ワールズエッジの「試練」にいた「プラウラー」に加え「スパイダー」が追加された。これらの野生動物は攻撃をしてくる。これらの野生動物を倒すとアイテムがドロップするほか、攻撃することでボディシールドの進化ポイントを盛ることができる。また、ワールズエッジのデザイナーであるRodney Reeceが手掛けた、シーズン13開始時にランドマーク「ダウンドビースト」とIMCの武器庫が5つ追加された。シーズン19で大幅アップデートされ、「アンテナ」「高地」「ゲイルステーション」「座礁区域」「養殖場」がそれぞれ「ワットソンのパイロン」「ZEUSステーション」「エコーHQ」「コースタルキャンプ」「破滅の海岸」という新エリアに変更。「ザ・ミル」と「カスケードフォール」の間にあったプラウラーがいた島は「CETOステーション」という新エリアに変更された。「立ち入り禁止区域」の地形が調整され、プラウラーがいなくなった。「避雷針」の位置が南側に移動し、マップ北側の「避雷針」「サンダーウォッチ」「ZEUSステーション」の3エリアが接近する形になった。また、IMC武器庫が壊れてしまい今までのように使えなくなった。 |
| ブロークン ムーン（Broken Moon）              | 衛星クレオ   | シーズン15 | 惑星ボレアスの衛星クレオが舞台。シアが生まれた日に隕石が衝突したとされている。マップ面積はワールズエッジとほぼ同じ。移動手段として、従来のジップラインより移動速度が速い「ジップレール」が張り巡らされている。シーズン21でマップアップデートが行われ、マップ中央の「プロムナード」が「検疫ゾーン」というエリア名に変更された。マップ北西側の「ブレイカーワーフ」が北東側の「バックアップアトモ」があった場所に移動し、バックアップアトモは削除される。「ブレイカーワーフ」があった場所は「スペースポート」という新エリアに変更される。「スタシスアレイ」の南西側には「クリフサイド」が、「鋳造所」の東側は「ソーラーポッド」という新エリアに、生産工場の東側に「アンダーパス」が、南側に「実験ラボ」という新エリアが追加された。 |
| e-ディストリクト (エレクトロ地区、E-District) | 惑星ガイア   | シーズン22 | 惑星ガイアのスオタモにある都市の島が舞台。東京の夜の街をイメージし、日本文化を取り入れた装飾も見られる。 |

| マップ名                                          | 実装日     | 説明 |
| ------------------------------------------------- | ---------- | --- |
| オーバーフロー（Over Flow）                       | シーズン9  | 「スリルシーカーイベント」で追加されたマップ。あちこちに溶岩が見える。                                                                             |
| 火力発電所（Thermal station）                     | シーズン9  | ワールズエッジに既存しているマップ「火力発電所」と同様。中央の高台は侵入禁止区域となっている。                                                     |
| ゴールデンガーデン（Golden garden）               | シーズン9  | オリンパスに既存しているマップ「ゴールデンガーデン」と同様。                                                                                       |
| スカルタウン（Skulltown）                         | シーズン9  | 「ジェネシス・コレクションイベント」にて期間限定で登場。シーズン4までのキングスキャニオンに存在したマップ「スカルタウン」と同様。                  |
| パーティークラッシャー (Party Crusher）           | シーズン9  | ミラージュが所有していた「ミラージュボヤージュ」が墜落し、残骸として登場している。                                                                 |
| フェーズランナー（Phaser Runner）                 | シーズン9  | 広大な雪山。片側に、高速で移動できるフェーズランナーが設置されており、反対にはフェーズランナーの残骸が残っている。                                 |
| 砲台（Artillery）                                 | シーズン9  | キングスキャニオンに既存しているマップ「砲台」と同様。                                                                                             |
| アンコール（Encore）                              | シーズン10 | 「巣食いしモンスターイベント」で追加されたマップ。VIPラウンジとパフォーマンスステージがある。                                                      |
| オアシス（Oasis）                                 | シーズン10 | オリンパスに既存しているマップ「オアシス」と同様。地下部分はバリアで入れなくなっている。                                                           |
| 丘陵前線基地（hill front base）                   | シーズン10 | キングスキャニオンに既存しているマップ「丘陵前線基地」と同様。起爆ホールドは開放され中身は空っぽである。                                           |
| ザ・ドーム（The dome）                            | シーズン10 | ワールズエッジに既存しているマップ「ザ・ドーム」と同様。                                                                                           |
| 生息地4（Habitat 4）                              | シーズン11 | 「暗き深淵イベント」で追加されたマップ。洞窟とリヴァイアサンの巣がある。                                                                           |
| コースティックの処理施設（The Caustic Treatment） | シーズン12 | 「ウォリアーズコレクションイベント」で追加されたマップ。                                                                                           |
| ドロップオフ（Drop off）                          | シーズン12 | 「ウォリアーズコレクションイベント」で追加されたマップ。                                                                                           |
| ハモンド研究所（Hammond Labs）                    | シーズン12 | 「デファイアンス」でコントロール開始時に追加されたマップ。オリンパスに既存しているマップ「ハモンド研究所」と同様。                                 |
| バロメーター（Barometer）                         | シーズン12 | 「デファイアンス」でコントロール開始時に追加されたマップ。ストームポイントに既存しているマップ「バロメーター」と同様。                             |
| フラグメントイースト（Fragment East）             | シーズン14 | 「ビースト・オブ・プレイコレクションイベント」から追加されたマップ。ワールズエッジにあるランドマークでガンゲームやチームデスマッチで使われている。 |
| コア（The Core）                                  | シーズン18 | 「リザレクション」で追加されたマップ。ガンゲームとチームデスマッチで使われている。                                                                 |
| 生産工場（Production Yard）                       | シーズン18 | 「リザレクション」で追加されたマップ。コントロールで使われている。                                                                                 |
| ZEUSステーション（ZEUS Station）                  | シーズン19 | 「イグナイト」でストームポイントに追加された新ランドマーク。チームデスマッチで使われている。                                                       |
| ワットソンのパイロン（Wattson’s Pylon）           | シーズン19 | ZEUSステーションと同じ、「イグナイト」でストームポイントに追加された新ランドマーク。ガンゲームで使われている。                                     |
| サンダードーム（Thunderdome）                     | シーズン20 | 「ブレイクアウト」で追加されたマップ。かつて行なわれていた（とされる）「サンダードームゲーム」をオマージュしたミックステープオリジナルマップ       |
| モニュメント（Monument）                          | シーズン20 | 「シャドウ・ソサエティイベント」で追加されたマップ。シーズン17でワールズエッジに追加されたランドマークと同様。                                     |

## シーズン
ゲームの開発元であるRespawn Entertainmentは、運営開始から最初の1年間の追加コンテンツに関するロードマップを公開し、およそ3か月ごとに4つのシーズン制度を計画していることが明らかとなった。それぞれのシーズンでは、新たに使用できるキャラクターや武器、スキン（装飾品）などが配信される。また、課金要素として「バトルパス」と呼ばれるシステムが存在し、通常では獲得できないアイテムが、ゲーム内のミッションを完了することで獲得可能になる。
この項目については、日付時刻は特記事項を除いて日本標準時（JST）である。
| シーズン | タイトル                               | 開始          | 終了          | 説明 |
| -------- | -------------------------------------- | ------------- | ------------- | --- |
| 0        | －                                     | 2019年2月5日  | 2019年3月18日 | 配信開始からシーズン1までの期間。2月20日に新武器「ハボック」が追加された。 |
| 1        | ワイルドフロンティア （Wild Frontier） | 2019年3月20日 | 2019年6月18日 | 新レジェンド「オクタン」が追加されたほか、いわゆるヒットボックスや、登場するキャラクターの特殊スキルの調整を含めた多くのバグ修正と、QOLの改善が行われた。4月17日にはパッシブアビリティ「鉄壁」が追加。6月4日には日本語音声に対応し、トップ5入りしたプレイヤーのみが参加できるゲームモード「Apexエリート」が期間限定で実施された。【92日間】 |
| 2        | バトルチャージ （Battle Charge）       | 2019年7月3日  | 2019年10月1日 | 新レジェンド「ワットソン」、新武器「LスターEMG」、新ホップアップ「ディスラプター弾」と「ハンマーポイント弾」、新たなApexパックの報酬として「ダイブエモート」、「ロードスクリーン」、「BGM」、パッシブアビリティ「小柄」が追加され、キングスキャニオンの地形が変更された。巨大な野生動物が「キングスキャニオン」に侵入した影響で広い地域を破壊し、マップの一部が前シーズンから変化したため、認識できなくなった。また、新たな武器を追加し、プレイヤーのランク付けをするモード「ランクリーグ」を導入した。これにより、同様のスキルを持つプレイヤーが互いに対戦したり、パフォーマンスに基づいてプレイヤーのランキングを調整したりする。【92日間】 |
| 3        | メルトダウン （Meltdown）              | 2019年10月2日 | 2020年2月4日  | 新レジェンド「クリプト」、新武器「チャージライフル」、新ホップアップ「アンビルレシーバー」と「ダブルタップトリガー」、新マップ「ワールズエッジ」、装飾品「ガンチャーム」が追加され、金のアーマーとバックパックの効果が変更された。このマップには火山や一面が凍った地域、広域に移動する列車が存在している。また、特定のアタッチメントの削除され、これまでのメタに変更が加えられた。11月6日には「射撃訓練場」が追加。12月にはレベル上限が100から500に増加した。【124日間】 |
| 4        | アシミレーション （Assimilation）      | 2020年2月5日  | 2020年5月12日 | 新レジェンド「レヴナント」、新武器「センチネル」、新弾薬「スナイパーアモ」が追加された。また、マップ「ワールズエッジ」および、ランクモードへの変更が加えられた。ランクについては、「スプリット」という期間が設けられ、「マスター」と呼ばれる新たなティア（ランク帯）が導入された。「Apexプレデター」ティアは各プラットフォームの上位500プレイヤーのみに限定されるようになった。また、2月4日には1周年記念ギフトが配布された。3月にはダメージを与えることでアップグレードする「進化シールド」が追加され、バックパックのスロット数と1スロットで携行できる数が変更された。【99日間】 |
| 5        | 運命の行く末 （Fortune's Favor）       | 2020年5月13日 | 2020年8月18日 | 新レジェンド「ローバ」、新システム「シーズンクエスト」、新装置「チャージタワー」が追加された。プレイヤーは1日1個「トレジャーパック」を入手し、最大3人のPvEとビジュアルノベルを組み合わせたクエスト『壊されし亡霊』に挑戦できる。マップ「キングスキャニオン」については、スカルタウンやサンダードームが消失するなどロケーションの変化が行われた。シーズン中には任意の場所で蘇生できる「モバイルリスポーンビーコン」が追加。【98日間】 |
| 6        | ブーステッド （Boosted）               | 2020年8月18日 | 2020年11月4日 | 新レジェンド「ランパート」、新武器「ボルトSMG」、「ホロスプレー」が追加され、マップ「ワールズエッジ」のロケーション変更、「ワールズエッジ」の列車の削除などが行われた。また、「クラフトシステム」と呼ばれるシステムが追加され、マップ上に配置されている材料を一定数収集すると、「レプリケーター」と呼ばれる機械で武器や弾薬などと交換できるようになった。シーズンクエストはデジタルコミックの『最初の船』に変更された。パスファインダーのパッシブアビリティ「調査ビーコン」を「リーコンクラス」のレジェンドが使用可能になった。全てのボディーシールドが進化式に変更され、ボディーシールドの耐久値を一律25減少したが、プレイヤーのフィードバックを収集した結果、9月4日に耐久値の変更が撤回された。また、スプリット2の途中においてベータ版ではあるがクロスプレイが実装された。【80日間】 |
| 7        | アセンション （Ascension）             | 2020年11月5日 | 2021年2月3日  | 新レジェンド「ホライゾン」、新マップ「オリンパス」、新ホップアップ「クイックドローホルスター」、プレイヤー同士とコミュニケーションができる新機能「クラブ」、オリンパスのみ使用できる3人乗りのホバービークル「トライデント」、デジタルコミック『家族の肖像画』が追加された。Steam版の配信が開始。【90日間】 |
| 8        | メイヘム （Mayhem）                    | 2021年2月4日  | 2021年5月5日  | 新レジェンド「ヒューズ」、新武器「30-30リピーター」、レベル4のアタッチメント「レジェンダリーマガジン」、デジタルコミック『アルマゲドン』ほか、ランクシステムの変更、キングスキャニオンのロケーション変更などが行われた。また、2月9日には2周年記念イベントが行われた。3月10日にはNintendo Switch版が配信され、エリア外ダメージを無効化する「ヒートシールド」とバックパックに「サバイバルスロット」が追加された。 |
| 9        | 英雄の軌跡 （Legacy）                  | 2021年5月6日  | 2021年8月3日  | 新レジェンド「ヴァルキリー」、新武器「ボセックコンパウンドボウ」と新弾薬「アロー」、新ホップアップ「シャッターキャップ」と「デッドアイズテンポ」、新モード「アリーナ」、デジタルコミック『レガシー抗原』、「エモート」が追加されたほか、オリンパスの地形が変更された。レベル1のボディーシールドなどが初期装備となり、初期装備であるレベル1のヘルメットとノックダウンシールドがアイテムプールから削除された。シーズン数の表記が廃止された。 |
| 10       | エマージェンス （Emergence）           | 2021年8月4日  | 2021年11月2日 | 新レジェンド「シア」、新武器「ランページLMG」、新ホップアップ「ブーステッドローダー」、「ランクアリーナ」が追加されたほか、「ワールズエッジ」の地形が変更された。デジタルコミックが廃止された。 |
| 11       | エスケープ （Escape）                  | 2021年11月3日 | 2022年2月8日  | 新レジェンド「アッシュ」、新武器「CAR SMG」、新ホップアップ「デュアルシェル」、新マップ「ストームポイント」、シーズン5のクエストをもとにしたビジュアルノベル『楽園事変』が追加された。ランクバトルロイヤルのキル関連のポイントが変更された。 |
| 12       | デファイアンス （Defiance）            | 2022年2月8日  | 2022年5月10日 | 新レジェンドとして「マッドマギー」、新ホップアップ「キネティックフィーダー」が追加されたほか、「オリンパス」の地形が変更された。この時のマップはストームポイント、オリンパス、キングスキャニオンをローテーションで回っていた。この時にクラフト武器（フラットライン、ロングボウ）が追加された。2月15日に3周年記念イベントが行われた。 |
| 13       | 救世主 （Savior）                      | 2022年5月11日 | 2022年8月8日  | 新レジェンド「ニューキャッスル」が追加されたほか、「ストームポイント」の地形が変更された。またランクマッチのポイントシステムに大幅な変更が加えられた。 |
| 14       | ハンテッド （Hunted）                  | 2022年8月9日  | 2022年11月1日 | 新レジェンド「ヴァンテージ」が追加されたほか、レベル上限が上げられた。また、シーズン13で変更されたランクマッチのポイント調整されている。そのほか「キングスキャニオン」の地形が変更された。今シーズンは新武器の追加はされていない。他、多数の武器がアモの属性の変更やレーザーサイトが新登場した。また、アイアンサイトの高い視認性に定評のあった武器スキン「ヒートシンク」が弱体化を受けた。 |
| 15       | エクリプス （Eclipse）                 | 2022年11月2日 | 2023年2月14日 | 新レジェンド「カタリスト」、新マップ「ブロークン ムーン」が追加されたほか、フレンドに武器やキャラのスキンをプレゼントできる「ギフト」機能や、回復アイテムを装飾することができる「ステッカー」機能が追加された。1月18日、スプリット2開始時から新マッチメイキングシステムが導入された。当所ランクマッチはオリンパスで行なわれていたが、2日〜3日後にワールズエッジに変更された。 |
| 16       | 大狂宴 （Revelry)                      | 2023年2月15日 | 2023年5月9日  | 全レジェンドのクラスがリマスターされ、クラスシステムの再構築・実装が行なわれた。新武器「ネメシス バーストAR」、マッチ内にボットが追加されるほか、ランクマッチは「ワールズエッジ」「ストームポイント」「ブロークン ムーン」が1日おきに変わるマップローテーションで行なわれた。「アリーナ」が終了し、「チームデスマッチ」が期間限定モードとして実装された。2月14日から「4周年アニバーサリーコレクションイベント」が行われた他、3月8日からの「インペリアルガード コレクションイベント」より、「チームデスマッチ」「ガンゲーム」「コントロールモード」を入れ替わりでプレイできる「ミックステープ(mixtape)」が実装された。3月29日の「サン・スクワッド コレクションイベント」から、「オリンパス」がマップローテーションに復活し「ワールズエッジ」が削除された。                              |
| 17       | アーセナル （Arsenal）                 | 2023年5月10日 | 2023年8月8日  | 新レジェンド「バリスティック」が追加されたほか 、ランクとマッチメイキングのシステムアップデート、「ワールズエッジ」「射撃訓練場」のマップアップデート、「武器マスタリー」機能、新サバイバルアイテム「脱出タワー」が追加される。 |
| 18       | リザレクション （Resurrection)         | 2023年8月9日  | 2023年11月1日 | 今シーズンは新キャラクターの追加はなく、シーズン4にて追加されたレジェンド「レヴナント」がリワークされ、機動力のある戦術・アルティメットアビリティに一新された。武器はチャージライフルの仕様が変更された他、シーズン2に登場したディスラプター弾が4年ぶりに復活した。その他様々な改善が行われた。 |
| 19       | イグナイト （Ignite)                   | 2023年11月1日 | 2024年2月14日 | 新レジェンド「コンジット」の追加、「ストームポイント」のマップアップデートがされたほかに、ランクマッチに「昇格試練」が導入された。また、プラットフォーム間でプレイヤーデータが共有されるシステム「クロスプログレッション」が順次実装された。 |
| 20       | ブレイクアウト （Breakout）            | 2024年2月14日 | 2024年5月8日  | 全レジェンドが試合中に進化する「レジェンドアップグレード」、簡略化された「クラフト2.0」、「レジェンドアーマー」や「シールドコア」の導入、「ランクマッチ」のシステム変更、PS5やXbox Series X/Sの120Hz対応などの大型アップデートが行われた。また、シーズン開始と同時に「5周年アニバーサリーコレクションイベント」が開催された。「シャドウ・ソサエティ イベント」では期間限定モードで「ロックダウン」が、「アーバンアサルト コレクションイベント」では「APEXランブル」が行われた。 |
| 21       | アップヒーバル (Upheaval)              | 2024年5月8日  | 2024年8月7日  | 新レジェンド「オルター」の追加、「ブロークンムーン」のマップアップデートがされたほかに、APEXアーティファクトをカスタマイズできる機能が追加された。2024年5月8日から6月25日までデュオに代わり、ソロモードジャックが行われ、6月26日からの「ダブルテイク コレクションイベント」開始時からは1部隊4人の15部隊で戦闘するクワッズマップジャックが行われた。 |
| 22       | ショックウェーブ (Shockwave)           | 2024年8月7日  | 2024年11月6日 | 新マップ「E-District」が追加されたほか、モザンビークとP2020に新要素アキンボが実装される。 当初はシーズン22からバトルパスの内容に大きな変更があるとともに、購入方法が直接の課金購入のみとなることを発表していた。しかしながら批判が殺到したため撤回され、従来どおり「Apexコイン」で購入可能とした。 |
| 23       | フロム・ザ・リフト (From the Rift)     | 2024年11月6日 | 2025年2月12日 | ライフラインのアビリティがリワークされたほかに、サポートクラスのパークのアップデート、2019年ローンチ時のゲームバランスやマップが体験できる期間限定モード「ローンチロイヤル」、ブーストキットやレリック武器の出現する「リフトレリック」が追加された。 |
| 24       | テイクオーバー (Takeover)              | 2025年2月12日 | 2025年5月7日  | アッシュとバリスティックのアビリティがリワークされたほかに、アサルトクラスのパークのアップデート、各ランドマークに武器を収録した「アーセナル」が登場。ヘルメットによるヘッドショットのダメージ軽減が削除され、小回復効果増加パークを付与する金ヘルメットとアーマーHPを125にする赤ヘルメットのみになった。2025年3月26日からの「ビーストモード イベント」開始時からスカーミッシャークラスのパークのアップデートやレジェンドのアビリティがリワークされた。 |
| 25       | プロディジー (Prodigy)                 | 2025年5月7日  |               | 新レジェンドの「スパロー」が追加されたほかに、シーズン16ぶりに期間限定モード「アリーナ」の復活、シーズン14ぶりに「ボセックコンパウンドボウ」がケアパッケージ武器から通常武器へ変更された。2025年6月25日からの「フューチャーアイコン イベント」開始時からアリーナの新バリエーション「デュエル」が登場する。 7月18日の緊急アップデートからレヴナントがアサルトクラスに、アッシュがスカーミッシャークラスに変更された。 |

## コラボレーション

### ゲーム
- スター・ウォーズ ジェダイ:フォールン・オーダー（2019年12月 - 2020年）[174]
- メダル・オブ・オナー アバーブアンドビヨンド（2020年12月 - 2021年1月）[175]
- スター・ウォーズ ジェダイ:サバイバー（2023年4月）[注 2]
- ファイナルファンタジーVII リバース - 2024年1月10日から31日（日本時間）まで「Apex Legends & FINAL FANTASY™ VII REBIRTH イベント」が開催され[176]、期間限定モードとして特殊な能力を持つ武器「バスターソードR2R5」や「マテリアホップアップ」が登場する「FINAL FANTASY VII マップジャック」や、「FINAL FANTASY™ Ⅶ REBIRTH」にインスパイアされた装飾アイテムやスーパーレジェンドアイテム「バスターソードR5」が獲得できた[177]。2025年1月22日からの「ルナ リバース コレクションイベント」期間中、装飾アイテムの復刻や、リフトレリックから「バスターソードR2R5」や「マテリアホップアップ」が再登場した。

### ミュージシャン
- ポスト・マローン - 2023年11月8日から22日（日本時間）まで「APEX LEGENDS™ X POST MALONEイベント」が行われ、期間限定モードの「スリーストライク」、協力してデザインされた装飾アイテムや、デイリーチャレンジをクリアしてイベント通貨を獲得し、プレゼントキャンペーンに応募できた[178][179]。「スリーストライク」は部隊が全滅しても2回まで復活でき、ノックダウンしてもキルされず、蘇生にかかる時間も短縮され多めの体力で復活できるゲームモードで、ユーザーから好評なため度々再実装されている[180][181]。

### アーティスト
- へいろー（2021年7月）[182]
- 風間雷太（2021年7月）[182]
- OSAMATOGRAPHE（2021年7月）[182]
- ゾノタイダ（2021年7月）[182]
- Noxlotl（2021年7月）[182]
- 岩本ゼロゴ（2021年7月, 2022年2月）[182][183]
- あっか（2022年2月）[183]
- (888)BUN（2023年2月）[154]
- Py-Bun（2023年2月）[154]
- G0rlassar（2023年2月）[154]
- _miyann（2023年2月）[154]
- VinegarAndSoda（2023年2月）[154]
- Galehowl（2023年2月）[154]
- VONHEXA（2023年2月）[154]
- fayren（2023年2月）[154]
- UMA_0126（2023年2月）[154]
- noxlotl（2023年2月）[154]
- jocsaii（2023年2月）[154]
- ArtNoush（2023年2月）[154]
- NighteStudios（2024年2月）[163]
- ThunderGotch（2024年2月）[163]
- Kohltrast（2024年2月）[163]
- Clairepngart（2024年2月）[163]
- Nessepack（2024年2月）[163]
- Minty Crows（2024年2月）[163]
- Dara la Malice（2024年2月）[163]
- Mizu（2024年2月）[163]
- やまだパン（2024年2月）[163]
- Almighty Yandere（2024年2月）[163]
- Caity Secret（2025年2月）[184]
- Hoxdolum（2025年2月）[184]
- 関ヶ原おじさん（2025年2月）[184]
- Ginger Goober（2025年2月）[184]
- Gubby（2025年2月）[184]
- たこバジる（2025年2月）[184]
- めめたろう（2025年2月）[184]
- Mikiiteo（2025年2月）[184]
- TheKittleKat（2025年2月）[184]
- Sevpha（2025年2月）[184]
- Cheetah（2025年2月）[184]
- Namjack（2025年2月）[184]

### インフルエンサー
- iiTzTimmy（2022年2月）[185]
- 渋谷ハル（2022年2月）[185]
- LuluLuvely（2022年2月）[185]
- NIRU（2022年2月）[185]
- あさぱん（2023年2月）[154]
- Maytaki（2023年2月）[154]
- NiceWigg（2023年2月）[154]
- TIE_Ru（2023年2月）[154]
- Makina（2023年2月）[154]
- Ninjayla（2023年2月、2025年2月）[154][186]
- だんたい（2023年2月）[154]
- kandyrew（2023年2月）[154]
- Nokokopuffs（2023年2月）[154]
- Simply Ashton（2023年2月）[154]
- GuhRL（2024年2月）[163]
- tttcheekyttt（2024年2月）[163]
- ShivFPS（2024年2月）[163]
- Raynday（2024年2月）[163]
- Dazs（2024年2月）[163]
- Vicky Palami（2024年2月）[163]
- Oraxe（2024年2月、2025年3月）[163][186]
- 胡桃のあ（2024年2月）[163]
- Deridium（2025年2月）[184]
- 碧依さくら（2025年2月）[184]
- Berbatow（2025年2月）[184]
- ThatPunchKid（2025年2月）[184]
- ハセシン（2025年2月）[184]
- 平岩康佑（2025年2月）[184]
- TimProVision（2025年2月）[184]
- ClaraATwork（2025年2月）[184]
- Misokaa、Babynikki（2025年2月）[184]
- Apryze（2025年4月）[186]
- 神成きゅぴ（2025年4月）[186]

## 開発
開発元であるRespawn Entertainmentはこれまでに、2014年に発売された『タイタンフォール』や、その続編の2016年に発売された『タイタンフォール2』を開発していた。いずれもエレクトロニック・アーツ (EA) から配信されており、その後、2017年にEAはRespawnを買収している。
デザインディレクターのMackey McCandlishによると、本作の初期デザインは『タイタンフォール2』が出荷される前に開始され、2018年の時点では、タイタンフォール部門全体がプロジェクトに取り組んでいた。しかしながら、エグゼクティブ・プロデューサーのドリュー・マッコイは、ゲームの開発は2017年の春まで開始されていなかったと述べている。また、『タイタンフォール2』の開発には約85人の開発者が携わったのに対して、本作は約115人もの開発者が携わり、スタジオにとって最も労働集約的なプロジェクトになっていたことが分かる。
マッコイによると、『タイタンフォール2』のリリース後のサポートが完了した後、スタジオは次にどのような作品を制作するか明らかになっていなかったがタイタンフォールシリーズの作品を作り続けたいと思っていた。『タイタンフォール2』の開発時と同様に、スタジオは小さなチームに分かれ、タイタンフォールシリーズの続編として取り入れることができそうな「アクションブロック」と呼ばれるゲームプレイ要素や武器など、ゲームの特徴を表すようなゲームの細かなプロトタイプを制作し始めた。そのうちの1つが『PlayerUnknown's Battlegrounds』を含めたバトルロイヤルゲームの成功に触発され、これまでのタイタンフォールシリーズのゲームプレイ形式をバトルロイヤルゲームに適用したところ、成功すると考え、スタジオはこのプロトタイプを拡張すると決めた。これまでのシリーズ作品に登場した「タイタン」と呼ばれる大きなメカは、バトルロイヤル形式では機能しないため、デザイナーは代わりとなるタイタンフォールフランチャイズにふさわしい強力なキャラクタークラスの作成に集中した。また、これまでのシリーズ作品に実装されていた壁を走行するといった機動性のある機能は、脅威の方向を特定するのが難しすぎるため、バトルロイヤル形式ではゲームプレイが難しくなることを発見した。
VentureBeatのインタビューでRespawnのCEOであるヴィンス・ザンペラは、『エーペックスレジェンズ』はライブサービスで無料でプレイできるバトルロイヤルゲームであり、スタジオにとって新たな挑戦で、ゲーム開発の新しい方法を代表するものとしている。スタジオのデザイン哲学は「楽しみを追いかけること」と、ソロプレイではなく、チームベースのプレイに関連するすべてのメカニズムを設計することに重点が置かれていた。チームの規模や数、マップの規模などの主要な設計要素に関する最終決定は、すべての開発者にとって「一番楽しい」と感じたことに基づき、「直感」によって強く導かれている。
デザインディレクターのMackey McCandlishは、『エーペックスレジェンズ』を通じ、まだ比較的新しいバトルロイヤルジャンルの慣習に挑戦し、スタジオの独特なタッチ（特徴）を取り入れようとしていると述べた。スタジオは、3人で構成されるチームを20チームに制限することにより、平均してプレイヤーが勝つチャンスが増え、また、自分たちが目指している親密なゲームプレイにも合致していると感じていた。McCandlishによると、スタジオはバトルロイヤルゲームで「模倣できない空間」を作成する必要性を感じており、コミュニケーションシステムや3人編成のチーム、小さなプレイエリアはすべてこの目標に沿っていた。
開発プロセスの一環として、ゲームのすべての要素が、「楽しく」「バランスの取れたもの」になっているかどうかを確認するために、大規模なテストが行われていた。開発者たちは1日に100時間から200時間を費やしてゲームを試していたが、このプロセスをドリュー・マッコイは「おそらく開発の中で最も重要な部分」としている。ゲームの非言語コミュニケーションシステムを改善するために、ボイスチャットを使わずに、プレイヤーたちが見知らぬ人とどのようなゲーム体験をするか予測するために偽名を使用するなど、1か月間のテストを行った。
ゲームがほとんど完成した頃、Respawnのブランドマーケティング担当ディレクターであるArturo Castroは、どのような名前を付け、販売するかを検討し始めた。Castroはこの作品にはタイタンフォールフランチャイズのゲームに期待される要素が多く含まれているものの、タイタンやパイロット、シングルプレイヤー体験など、コアな要素が欠けていることを認識していた。さらに、スタジオが『タイタンフォール3』の制作に取り組んでいるとスタジオの関係者から報告されていた。スタジオは、この作品をタイタンフォールシリーズの1つとして販売することは困難であり、タイタンフォールのファンを遠ざけてしまう危険性があると判断した。そこで、本作を新しい知的財産 (IP) として扱うことにした。また、スタジオは当時、EAに買収されたばかりの企業であったため、EAに無理やりバトルロイヤルゲームを作らされたとプレイヤーから思われることを懸念していた。マッコイは本作を制作するためには、EAを説得し、許可を得なければならなかったと断言している。
Castroは、標準的な半年間のマーケティングキャンペーンでは不満を持つタイタンフォールのファンからネガティブな宣伝をされてしまうのではないかと心配していたが、最終的には、セルフタイトルのアルバムをリリースしたことでファンを驚かせたミュージシャン、ビヨンセからインスピレーションを得たと述べている。本作のリリース前に、作品に関する話題性を生み出したいと考えたスタジオは、約100人のソーシャルメディアのインフルエンサーをスタジオに招待した。そして、ゲームを試してもらった上で、本作のリリース前日に開催されていたスーパーボウルのハーフタイム中に、ソーシャルメディアのアカウントからゲームに関する情報を流すよう指示をした。ヴィンス・ザンペラはこのアプローチを、詐欺的なイベントであることが判明したファイア・フェスティバルの「誇大広告」を彷彿とさせるものと考え、「gross（キモい、グロいといった意味のスラング）」と感じていた。しかしながらこの時点で、本作のリリース準備はすでに整っていたため、Castroはこのアプローチが適切なマーケティング戦略であるとし、ストリーミングサービスにおいても、プレイヤー数や視聴者数といった面でパフォーマンスが高かったため、この決断に正当性を感じていた。このようなアプローチは、これまでのEA作品には見られないものであった。
本作は、『タイタンフォール2』でも使用されたゲームエンジン「Source Engine」を修正して制作されているが、描画距離の増加や広大なゲームマップの表現を可能にするために、いくつかの必要な調整が加えられている。しかし、本作はゲームエンジンの技術的限界に挑戦していると考えられており、ゲームは動的解像度に妥協し、特にコンソール版や低価格のコンピュータハードウェアでは、画質やフレームレートに悩まされている。
本作のリリース前にマッコイは、将来的にはクロスプラットフォームプレイを実現する計画があることを確認した。しかし、ハードウェアの制限により、ゲームの進行度やゲーム内での購入アイテムをシステム間で移行することはできないとしている。最終的には、本作をiOSやAndroid、Nintendo Switchに移植したいとの意向を表明している。2020年6月、EA Playにおけるプレゼンテーションにおいて、本作をSteamや、2020年後半までにNintendo Switchにも導入すると発表した。さらに、サポートされているすべてのプラットフォーム間におけるクロスプレイについても対応する予定としている。2020年10月、クロスプレイが実現された。また、2023年11月にはクロスプログレッションにも対応している。

### eスポーツ
本作の正式リリース直後にはeスポーツの競技性が見込まれ、Respawnはゲームが定着した後、様々な大会イベントが開催されることを期待していた。2019年3月には、様々なeスポーツチームがこれらの大会に向け、『エーペックスレジェンズ』のチームを設立し始めた。ESPNは、自社で運営する他のeスポーツイベントと並行して運営される「EXP」プログラムを開始した。その最初のイベントは、2019年7月11日、ESPY賞と並行して開催された「EXP Pro-Am Apex Legends Exhibition」であった。また、2019年8月には、賞金総額15万ドルの「EXP Invitational」が開催された。しかし、その週末に発生したエルパソとデイトンでの銃乱射事件を受け、犠牲者への配慮から大会の放送を延期した。
2019年12月、RespawnとEAは、2020年に複数のオンラインイベントと12つのライブイベントで構成される賞金総額300万ドルの「エーペックスレジェンズ グローバルシリーズ」(ALGS)を発表した。グローバルシリーズは、プレイヤーが大会に出場する資格を得るために、複数の段階を経るという『フォートナイト』と同様のアプローチを踏襲している。プレイヤーはオンライントーナメントを通じて参加でき、上位プレイヤーやチームは、地域別のチャレンジャーイベントまたは、グローバルプレミアイベントに招待される。さらに、そこでの勝者は3つのうちの1つのメジャー大会へ招待される。3つのメジャー大会では100チームが競い合い、4回目のメジャー大会ではチャンピオンシップとして、これまでの大会における上位60チームが対戦する。

## 動作環境
かつてはEA非公認ながらSteamOSを含むLinuxベースのオペレーティングシステムでもWineやProtonを通して動作し、SteamOSをプリインストールしたゲーミングPC『Steam Deck』の公式サイトに動作確認済タイトルとして掲載されていたが、2024年10月31日、EAはチート対策の一環としてLinux上の動作を禁止したことを発表した。

## 評価
正式リリース後、レビュー収集サイトのMetacriticによると、本作は概ね良好な評価を受けている。デストラクトイドやゲーム・インフォーマー、GamesRadar+、PC Gamerを含むいくつかのメディアでは、これまでのバトルロイヤルというジャンルの中では最高の作品の1つであり、『フォートナイト』という同じジャンルにおける優位な作品へ挑戦するに値する作品であると評価されている。デストラクトイドは、これまでに経験したバトルロイヤルゲームの中でも最高のガンプレイ（撃ち合い）と称賛したが、タイタンフォールの作品にあった仕様の一部が存在しないことに失望感を覚えたとしている。一方で、ゲーム・インフォーマーのJavy Gwaltneyは、タイタンやその他の要素が省かれていることは問題ではないと述べ、戦闘は満足のいくものであり、ガンプレイもパワフルであると評価している。さらに、ヒーローキャラクターの追加は、他のバトルロイヤルゲームよりも戦闘をよりエキサイティングなものにすると付け加えた。
「Pingシステム」と呼ばれる独自の非言語コミュニケーションシステムについても称賛されており、ほとんどのプレイヤーが非常に革新的であると考えている。PolygonのKhee Hoon Chanは、「見知らぬ人とのボイスチャットをほとんど不要にした」と評し、本作のアクセシビリティと正確さを象徴していると述べた。デストラクトイドも同様にこの仕様を楽しみ、バトルロイヤルゲームにおけるコンピュータゲーム業界の新たな規範になるだろうと予測した。Rock, Paper, Shotgunはこれを「ゲームにおける非言語コミュニケーションの金字塔」と呼び、全く新しいコンセプトというわけではないが、Respawnがこのアイデアを洗練させたと指摘している。
本作はXジェンダーやLGBTQのキャラクターが存在し、キャラクターの多様性が評価されているが、一部のレビュアーは、このゲームの性質上、この多様性を適切に強調する物語ができていないと感じている。

### 受賞歴
| 受賞年 | 賞                                         | 部門                                                                 | 結果       | 出典            |
| ------ | ------------------------------------------ | -------------------------------------------------------------------- | ---------- | --------------- |
| 2019   | 日本ゲーム大賞                             | 優秀賞                                                               | 受賞       | [ 223 ]         |
| 2019   | ゴールデンジョイスティックアワード 2019    | Best Multiplayer                                                     | 受賞       | [ 224 ] [ 225 ] |
| 2019   | ゴールデンジョイスティックアワード 2019    | Ultimate Game of the Year                                            | ノミネート | [ 224 ] [ 225 ] |
| 2019   | The Game Awards 2019                       | Best Ongoing Game                                                    | ノミネート | [ 226 ] [ 227 ] |
| 2019   | The Game Awards 2019                       | Best Community Support                                               | ノミネート | [ 226 ] [ 227 ] |
| 2019   | The Game Awards 2019                       | Best Action Game                                                     | ノミネート | [ 226 ] [ 227 ] |
| 2019   | The Game Awards 2019                       | Best Multiplayer Game                                                | 受賞       | [ 226 ] [ 227 ] |
| 2020   | 18th Visual Effects Society Awards         | Outstanding Animated Character in a Commercial (Meltdown and Mirage) | ノミネート | [ 228 ]         |
| 2020   | 23rd Annual D.I.C.E. Awards                | Online Game of the Year                                              | 受賞       | [ 229 ] [ 230 ] |
| 2020   | NAVGTR Awards                              | Costume Design                                                       | ノミネート | [ 231 ]         |
| 2020   | NAVGTR Awards                              | Gameplay Design, New IP                                              | ノミネート | [ 231 ]         |
| 2020   | NAVGTR Awards                              | Game, Original Action                                                | ノミネート | [ 231 ]         |
| 2020   | Pégases Awards 2020                        | Best International Game                                              | ノミネート | [ 232 ]         |
| 2020   | ゲーム・デベロッパーズ・チョイス・アワード | Best Technology                                                      | ノミネート | [ 233 ]         |
| 2020   | SXSWゲーム賞                               | Trending Game of the Year                                            | ノミネート | [ 234 ]         |
| 2020   | SXSWゲーム賞                               | Excellence in Animation                                              | ノミネート | [ 234 ]         |
| 2020   | SXSWゲーム賞                               | Excellence in Multiplayer                                            | ノミネート | [ 234 ]         |
| 2020   | 第16回英国アカデミー賞ゲーム部門           | Evolving Game                                                        | ノミネート | [ 235 ] [ 236 ] |
| 2020   | 第16回英国アカデミー賞ゲーム部門           | Multiplayer                                                          | 受賞       | [ 235 ] [ 236 ] |
| 2020   | ファミ通・電撃ゲームアワード 2019          | ベストオンラインゲーム                                               | ノミネート | [ 237 ]         |
| 2020   | ファミ通・電撃ゲームアワード 2019          | ベストシューター                                                     | 受賞       | [ 237 ]         |
| 2020   | 18th Annual G.A.N.G. Awards                | Best Audio Mix                                                       | ノミネート | [ 238 ]         |
| 2020   | 第31回GLAADメディア賞                      | Outstanding Video Game                                               | 未決定     | [ 239 ]         |
| 2022   | App Store Award                            | iPhoneゲーム・オブ・ザ・イヤー                                       | 受賞       | [ 240 ]         |
| 2022   | ベスト オブ 2022                           | ベストゲーム2022                                                     | 受賞       | [ 241 ]         |
| 2022   | ベスト オブ 2022                           | ユーザー投票大賞                                                     | 受賞       | [ 241 ]         |
| 2023   | The Game Awards                            | Best Ongoing Game                                                    | ノミネート | [ 242 ]         |
| 2024   | 日本eスポーツアワード                      | 最優秀eスポーツゲーム賞                                              | 未決定     | [ 243 ]         |

### プレイヤー数と収益
本作のプレイヤー数は、リリースから8時間後には100万人、24時間以内に250万人に達した。1週間で2500万人に到達し、ピーク時の同時接続者数は200万人を超えていた。また、本作はリリースから1か月以内に、すべてのプラットフォームを合わせて9200万ドルの収益を上げており、基本プレイ無料のゲームの中で1月あたりの収益は最高額となった。
『エーペックスレジェンズ』のニュースや人気が広まるにつれ、アナリストは本作を「『フォートナイト』という優位な作品へ挑戦するに値する作品」と見なし、リリースから4日後の2019年2月8日までに、EAの株価は『エーペックスレジェンズ』の突発的な成功に基づき、2014年以来最大の上昇を見せた。しかし、同年4月の収益は2400万ドルと推定されており、これはリリースから1か月で売り上げた額を74パーセント下回ったことを示している。2019年7月、EAは投資家に対し、ゲームのプレイヤー数は週に800万人から1000万人に達しているとしたほか、同社の2020年第1四半期の決算が予想を上回ったことから、最近の『エーペックスレジェンズ』のライブサービス収益が好転していることを信認された。
2019年10月、ゲームのシーズン3が開始され、本作のプレイヤー数は7000万人に達し、同月のみで4500万ドルを売り上げたと考えられている。
2021年4月15日、Apexの公式Twitterにて、1億人記念PVが公開され、本作のプレイヤー数が1億人を突破したことが確認された。

### 期間限定イベントとルートボックスの論争
2019年8月、期間限定イベント「アイアンクラウン」の開始に伴い、スタジオはゲーム内に新たなスキンアイテムを公開した。これらのアイテムの大半はルートボックスを購入することでのみ入手でき、最も人気の高いアイテム（キャラクター1体のみで使用できる斧）は、購入できるイベントアイテムを24個入手した上で、追加コストをかけてのみ購入できた。このような販売方法の場合、当該のアイテムは約170ドル（約130ポンド）で入手できる。『フォーブス』は「陽気なほどに時代遅れ」とし、業界の他のマイクロトランザクションモデルと比較して、ネガティブな評価を下している。その結果、プレイヤーコミュニティや業界のジャーナリストからは否定的な反発が起こった。特にRedditでは、『エーペックスレジェンズ』コミュニティフォーラムのメンバーが、ゲーム開発者を侮辱するような言葉を交わすようになり、そのようなコメントに対し開発者も攻撃的な発言をするなど、両者の間でますます強い言葉が使われるようになった。
最終的に、Respawnは不当なマネタイゼーションであったことを認めた上で謝罪し、値上げされたとはいえ、プレイヤーが当該アイテムを直接（ルートボックス無しで）購入できるようにすることを約束した。スタジオのCEOであるヴィンス・ザンペラは、開発チームのメンバーが「一線を越えた発言をした」ことをTwitterで謝罪する一方、家族を狙った殺害予告や侮辱に対し、自ら立ち上がったことを擁護した。

### その他の反応

#### マップ画像の流出
本作の正式リリースの約1年前に、マップ画像が流出していたことが明らかになった。当該の情報は「『タイタンフォール』のバトルロイヤルと噂されているゲームのミニマップ」という名称のスレッドに投稿されており、多少異なる点はあるものの、本作のKings Canyonとほぼ同じものであった。しかし、当時目にした人たちはこれを本当とは信じず、「彼ら (Respawn) は次のゲームでバトルロイヤルを追加しない方がいい」や「これが本当にならないことを望んでいる」といったほんの一握りの不信感と失望感のコメントが投稿された。流出させた人物も特に反論しなかったため、やがて誰も投稿すること無く、そのまま忘れ去られていた。

#### ネットミーム「モザンビーク」
本作には「モザンビーク」と呼ばれるショットガンピストルが実装されている。リリース当初、近接戦闘用の武器であるのにも関わらず1発45ダメージと威力が低い上、装弾数が3発といった理由から、プレイヤーから事実上の最弱武器とみなされていた。開発元であるRespawnも、当該武器のバランス調整（強化など）はしないという結論を出し、ゲームコミュニティでは「モザンビーク弄り」がインターネット・ミームと化した。
2019年6月のアップデートでは、他の武器へと持ち替えた際にモザンビークを思いっきり投げ捨てるというモーションが追加されている。また、2020年4月1日にはエイプリルフールジョークの一環として、「金のモザンビーク」を大量に追加し、発射レートの凶悪化や装弾数の増加など、通常とは異なる仕様でプレイヤーを楽しませた。